# Clay Kaytis
Clay Kaytis es un animador y director de cine estadounidense, mejor conocido por dirigir la película animada The Angry Birds Movie. Ha sido jefe de animación en Walt Disney Animation Studios.

## Carrera profesional
Kaytis comenzó su carrera como animador en Walt Disney Animation Studios y se convirtió en el jefe de animación del estudio. Sus principales créditos en Disney incluyen Tangled , Wreck-It Ralph y Frozen . Después de trabajar diecinueve años, dejó el estudio en 2013.
Kaytis hizo su debut como director con The Angry Birds Movie , que codirigió con Fergal Reilly para Sony Pictures Entertainment . La película se basó en el videojuego Angry Birds de Rovio Entertainment . Jon Vitti escribió el guion de la película, que se estrenó el 20 de mayo de 2016. Luego, Kaytis hizo su debut como director de acción en vivo con The Christmas Chronicles para Netflix , que se estrenó el 22 de noviembre de 2018.
A finales de septiembre de 2016, se anunció que Kaytis dirigirá The Lunch Witch para Amblin Partners .

## Filmografía
1995 	Pocahontas 	Inbetweener: Animación de limpieza adicional 	
1996 	El jorobado de Notre Dame 	Desglose 	Clopin Trouillefou
1997 	Hércules 	Inbetweener áspero 	
1998 	Mulan 	Inbetweener áspero 	
1999 	Tarzán 	Intermedio aproximado adicional 	
2000 	Fantasía 2000 	Asistente de animación 	
El nuevo ritmo del emperador 	Animador 	Pachá
2002 	Planeta del tesoro 	Animador 	Scroop
2004 	Casa a la vista 	Animador 	Animales de granja
2005 	Pequeño pollo 	Animador 	Buck "Ace" Cluck
2007 	Conoce a los Robinsons 	Animador 	
2008 	Tornillo 	Animador supervisor 	
2009 	Super Rhino (vídeo corto) 	Animador 	
2010 	Made in Hollywood: Teen Edition (Serie de TV) 	Voz 	
Enredado 	Supervisor de animación 	
2012 	Enredados para siempre (corto) 	Supervisor de animación 	
Paperman (corto) 	Animador de línea final 	
Rompe Ralph 	Animador / Diseño de animación de crédito final 	
2013 	¡Consiga un caballo! (Pequeño) 	Agradecimientos especiales / Agradecimientos adicionales 	
Congelado 	Animador 	
2016 	La película de Angry Birds 	Director con Fergal Reilly / Voice 	Clayton el pájaro camarero
2018 	Las crónicas de Navidad 	Director 	
2022 	La bruja del almuerzo 	Director
| Año | Título | Créditos | Caracteres |
| --- | ------ | -------- | ---------- |